# Zodarion morosum
Zodarion morosum är en spindelart som beskrevs av Denis 1935. Zodarion morosum ingår i släktet Zodarion och familjen Zodariidae. Inga underarter finns listade i Catalogue of Life.